# Guy Môquet

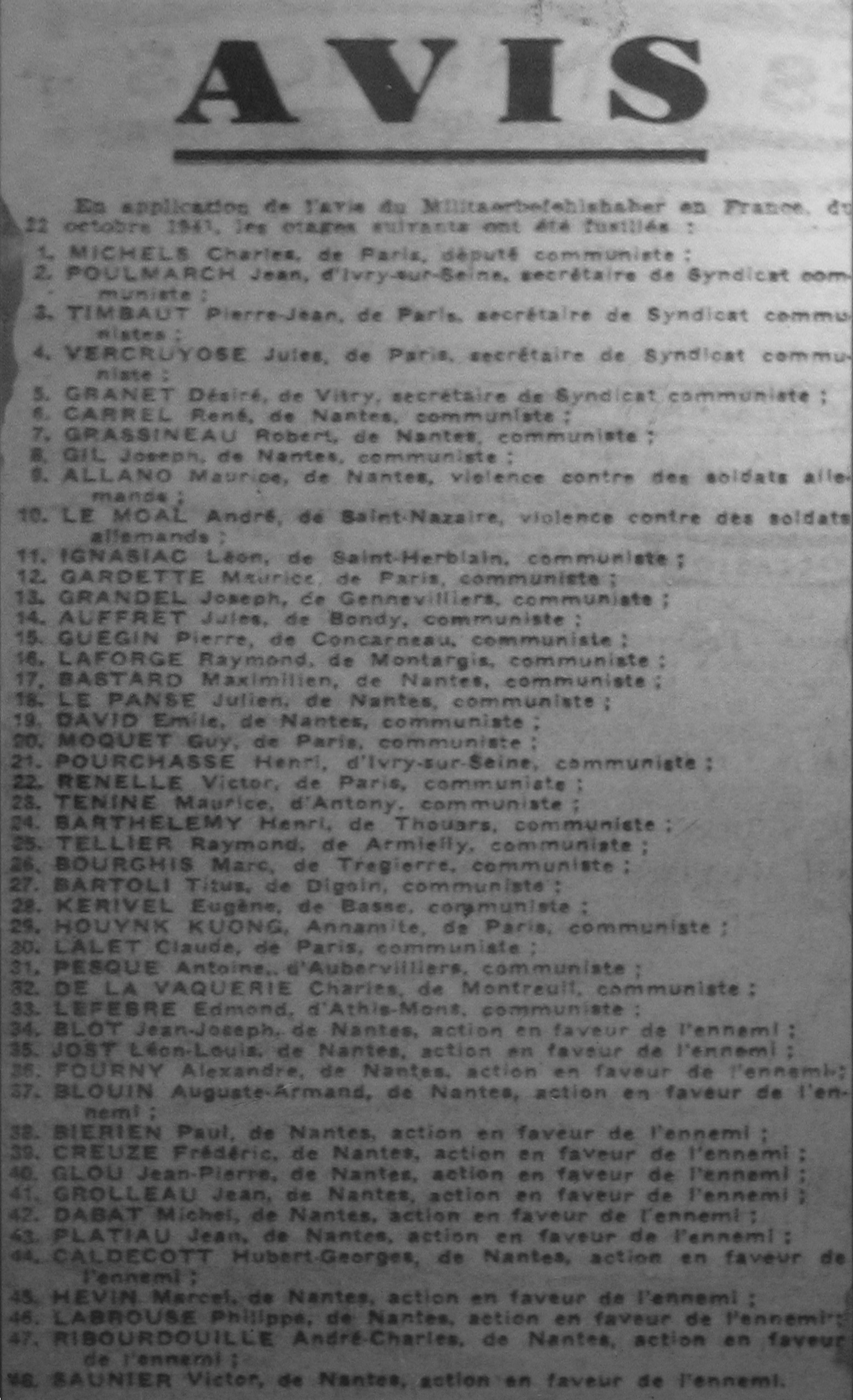
Lista nazwisk osób rozstrzelanych 22 października 1941 roku opublikowana w czasopiśmie L'Œuvre (Môquet pod nr 20)

Guy Môquet (ur. 1924 w Paryżu, zm. 22 października 1941 w Châteaubriant) – francuski działacz komunistyczny.

## Życiorys
Był synem Prospera Môqueta, działacza Francuskiej Partii Komunistycznej, członka Izby Deputowanych. W momencie wybuchu II wojny światowej uczył się w Lycée Carnot.
Môquet wstąpił do młodzieżowej organizacji komunistycznej Mouvement Jeunes Communistes de France. Podczas niemieckiej okupacji Francji zajął się roznoszeniem ulotek. 13 października 1940 roku został aresztowany przez policję francuską na stacji metra Gare de l’Est i osadzony w więzieniu we Fresnes. Przeniesiony został następnie do paryskiego więzienia La Santé, a później do Clairvaux. W maju 1941 roku umieszczony został w obozie w Châteaubriant.
20 października 1941 roku, w odpowiedzi na przeprowadzony przez ruch oporu zamach na Karla Hotza, komendanta wojsk niemieckich w departamencie Loara Atlantycka, ogłoszona została decyzja o rozstrzelaniu 50 francuskich więźniów. Pierre Pucheu, minister spraw wewnętrznych rządu Vichy przedstawił władzom niemieckim listę nazwisk działaczy komunistycznych, w tym 27 z obozu Châteaubriant, mając na celu oszczędzenie „50 dobrych Francuzów”. Egzekucja nastąpiła 22 października. Guy Môquet, liczący wówczas 17 lat, był najmłodszą z ofiar.

## Upamiętnienie
Historia Guy Môqueta ukazana została w filmach La Lettre (krótkometrażowy, 2007), Guy Môquet, un amour fusillé (2008) oraz A na morzu spokój (La Mer à l'aube, 2012). Od 2007 roku decyzją Nicolasa Sarkozy’ego 22 października we wszystkich francuskich szkołach średnich czytany jest list napisany przez Môqueta tuż przed jego śmiercią.
Jego imieniem nazwana została jedna ze stacji paryskiego metra – Guy Môquet.